# Eicomorpha kuredestanica
Eicomorpha kuredestanica är en fjärilsart som beskrevs av De Freina och Hermann Hacker 1985. Eicomorpha kuredestanica ingår i släktet Eicomorpha och familjen nattflyn. Inga underarter finns listade i Catalogue of Life.